# Lotto Soudal Ladies/2022
Deze pagina geeft een overzicht van de vrouwenwielerploeg Lotto Soudal Ladies in 2022.

## Algemeen
Algemeen manager: Kurt van de Wouwer
Ploegleiders: Dirk Aernouts, Dirk Onghena
Fietsmerk: Ridley

## Renners
| Naam               | Geboortedatum | Nationaliteit       | Ploeg 2021              |
| ------------------ | ------------- | ------------------- | ----------------------- |
| Eefje Brandt       | 22-05-2002    | België              | Multum Accountants-LSK  |
| Katrijn De Clercq  | 05-02-2002    | België              |                         |
| Mieke Docx         | 08-06-1996    | België              | Doltcini-Van Eyck Sport |
| Esmée Gielkens     | 12-09-2001    | België              |                         |
| Ines Van de Paar   | 03-03-2003    | België              |                         |
| Sterre Vervloet    | 26-11-2003    | België              |                         |
| Elise Vander Sande | 01-12-1997    | België              |                         |
| Mijntje Geurts     | 25-10-2003    | Nederland           | WV Schijndel            |
| Kylie Waterreus    | 22-03-1998    | Nederland           | Multum Accountants-LSK  |
| Marla Sigmund      | 23-06-2003    | Duitsland           |                         |
| Kristýna Burlová   | 25-03-2002    | Tsjechië            |                         |
| Josie Knight       | 29-03-1997    | Verenigd Koninkrijk |                         |
| Abby-Mae Parkinson | 30-07-1997    | Verenigd Koninkrijk |                         |

### Transfers
| Inkomend          | Team 2021               |
| ----------------- | ----------------------- |
| Kristýna Burlová  |                         |
| Josie Knight      |                         |
| Marla Sigmund     |                         |
| Mijntje Geurts    | WV Schijndel            |
| Kylie Waterreus   | Multum Accountants-LSK  |
| Eefje Brandt      | Multum Accountants-LSK  |
| Katrijn De Clercq |                         |
| Mieke Docx        | Doltcini-Van Eyck Sport |
| Esmée Gielkens    |                         |
| Ines Van de Paar  |                         |
| Sterre Vervloet   |                         |

| Uitgaand           | Team 2022                  |
| ------------------ | -------------------------- |
| Anna Plichta       | einde carrière             |
| Christina Siggaard |                            |
| Hanna Nilsson      | Ceratizit-WNT              |
| Danique Braam      | Bingoal Casino-Chevalmeire |
| Silke Smulders     | Liv Racing Xstra           |
| Alana Castrique    | Cofidis                    |
| Lone Meertens      | AG Insurance NXTG          |
| Jesse Vandenbulcke | Le Col-Wahoo               |

2006 · 2007 · 2008 · 2009 · 2010 · 2011 · 2012 · 2013 · 2014 · 2015 · 2016 · 2017 · 2018 · 2019 · 2020 · 2021 · 2022 · 2023 · 2024